# Bohdan Radkowski
Bohdan Radkowski (ur. 1923, zm. 5 stycznia 2015) – reżyser, instruktor harcerski, harcmistrz. Kawaler Orderu Uśmiechu. Założyciel (wraz z żoną Aliną) i wieloletni komendant szczepu 88 Warszawskich Drużyn Harcerskich i Zuchowych "Rodło".
Uczestnik kampanii wrześniowej, razem z drużyną harcerską z Krakowa, w której był przybocznym. W czasie okupacji prowadził w Krakowie drużynę konspiracyjną, a następnie działał w partyzantce na Podhalu, m.in. jako radiotelegrafista (ps. "Świerk") przy dowództwie obwodu AK "Murawa". Od 1938 przyboczny, a po wojnie drużynowy 12 Krakowskiej Drużyny Harcerzy im. J. Sobieskiego (1945−1947) i zastępca hufcowego IV Hufca Harcerzy w Krakowie. Za działalność partyzancką aresztowany i więziony w latach 1947-1951,  m.in. w Rawiczu.
Po wyjściu z więzienia podjął pracę w teatrze "Baj" w Warszawie kierowanym przez Jerzego Dargiela. W 1956 przeszedł do nowo powstającej telewizji polskiej.
Reżyserował wiele spektakli, głównie lalkowych, w teatrach i telewizji, a także cykliczną audycję dla dzieci "Piątek z Pankracym" (później "Okienko Pankracego", w 2007 wydane także w formie DVD).
Autor m.in. sztuki "Gore gwiazda" (1990, Śląski Teatr Lalki i Aktora "Ateneum", Katowice), reżyser "Szopki Krakowskiej" według scenariusza Tadeusza i Stanisława Estreicherów (1979 i 1997, Teatr "Lalka", Warszawa, premiery także w innych polskich teatrach). "Szopka" (w wersji z 1997) w Teatrze Lalka wystawiana jest co roku w sezonie świątecznym i cieszy się od lat niesłabnącym zainteresowaniem.